# NGC 3446
NGC 3446 је расејано звездано јато у сазвежђу Једра које се налази на NGC листи објеката дубоког неба.
Деклинација објекта је - 45° 9' 36" а ректасцензија 10h 52m 12,0s. Привидна величина (магнитуда) објекта NGC 3446 износи 12,3. NGC 3446 је још познат и под ознакама ESO 264-SC45.